# Vlag van oblast Kamtsjatka
De vlag van oblast Kamtsjatka werd op 15 april 2004 aangenomen. De vlag heeft een wit veld met een blauwe baan aan de basis, 1/3 de breedte van de vlag. Aan de bovenkant staat een embleem van het wapen van het gebied, met drie uitbarstende vulkanen op afwisselend golvende lijnen van blauw, wit en blauw, en blauw. Het schiereiland Kamtsjatka telt 160 vulkanen, waarvan er 28 nog actief zijn. De golvende lijnen staan voor de wateren die de regio begrenzen. Blauw symboliseert niet alleen niet alleen de zee, maar ook de politieke en economische grootsheid die Rusland heeft verworven van de oceanen. Wit staat voor vredelievendheid, zuiverheid, eer en adel.
Op 1 juli 2007 ging de oblast samen met het autonome district Korjakië op in de nieuwe kraj Kamtsjatka. Daarmee kwam de vlag te vervallen. De vlag bleef tot 1 juli 2010 nog in gebruik voor de vlag van kraj Kamtsjatka.